# Real Vicenza Villaggio del Sole 2013-2014
Questa voce raccoglie le informazioni riguardanti il Real Vicenza Villaggio del Sole nelle competizioni ufficiali della stagione 2013-2014.

## Stagione
La stagione 2013-2014 è la prima professionistica del Real Vicenza, che riparte con alla presidenza Lino Diquigiovanni e come allenatore Mario Vittadello. L'annata si apre con la partecipazione alla Coppa Italia Lega Pro, nella quale la squadra viene inserita nel girone D con Virtusvecomp Verona e Bassano Virtus. I biancorossi battono i veronesi 1-4 ed i bassanesi 4-0, guadagnanosi la testa del girone e qualificandosi al primo turno dove cadono per 3-0 nel derby contro il Vicenza, venendo eliminati dalla competizione. Il campionato di Lega Pro Seconda Divisione dove il Real viene inserito nel girone A si apre sotto i migliori auspici per la squadra vicentina che dopo alcuni risultati convincenti si classifica al 1º posto, tuttavia un calo di risultati portano la società ad esonerare l'allenatore Mario Vittadello alla 22ª giornata. Il nuovo mister è Lamberto Zauli con il quale il Real Vicenza riesce a conquistare la salvezza giungendo al 7º posto e venendo ammesso alla nuova Lega Pro che prevederà l'unificazione di Lega Pro Prima Divisione e Lega Pro Seconda Divisione.

## Divise e sponsor
La divisa di casa era a strisce biancorosse mentre quella di trasferta era tinta d'azzurro e la terza divisa era nera.
Il fornitore tecnico per la stagione 2014-2015 è Macron, mentre lo sponsor ufficiale è Banca Popolare di Vicenza.
| Casa | Trasferta | Terza divisa |

## Organigramma societario
Area amministrativa
- Presidente: Lino Diquigiovanni
- Consiglieri: Andrea Diquigiovanni, Rino Mastrotto, Massimo Lotto, Paolo Morsoletto, Marco Perin, Giuseppe Faggion, Manuel Scortegagna
- Segreteria: Dina Refosco
- Comunicazione: Antonio Martinello
- Ristorazione: Luciano Gasparotto
- Logistica e trasporti: Salvatore Piva, Augusto Balzi, Giampietro Randazzo
- Speaker ufficiale: Cristina Gabrielli

Area tecnica
- Allenatore: Mario Vitadello (1ª-22ª)
Lamberto Zauli (23ª-34ª)
- Direttore Sportivo: Davide Consolaro
- Allenatore portieri: Davide Rossetto
- Medico sociale: dr. Adriano Zanon
- Fisioterapista: dr.ssa Elisa Lovo
- Psicologa psicoterapeuta: dr.ssa Raffaela Corsaro
- Responsabile magazzino: Fabrizio Silla

## Rosa
| N. |                   | Ruolo | Calciatore       |
| -- | ----------------- | ----- | ---------------- |
|    | Italia (bandiera) | P     | Jacopo Bagherini |
|    | Italia (bandiera) | P     | Giulio Cavallari |
|    | Italia (bandiera) | P     | Enrico Okroglic  |
|    | Italia (bandiera) | P     | Matteo Tomei     |
|    | Italia (bandiera) | D     | Nicolò Barzan    |
|    | Italia (bandiera) | D     | Marco Bizzotto   |
|    | Italia (bandiera) | D     | Riccardo Busatto |
|    | Italia (bandiera) | D     | Riccardo Fissore |
|    | Italia (bandiera) | D     | Alberto Fongaro  |
|    | Italia (bandiera) | D     | Massimiliano Mei |
|    | Italia (bandiera) | D     | Fabio Niero      |
|    | Italia (bandiera) | D     | Mirko Stefani    |
|    | Italia (bandiera) | D     | Paolo Tricoli    |
|    | Italia (bandiera) | C     | Michael Bacher   |
|    | Italia (bandiera) | C     | Edoardo Catinali |
|    | Italia (bandiera) | C     | Carlo Caporali   |

| N. |                     | Ruolo | Calciatore                |
| -- | ------------------- | ----- | ------------------------- |
|    | Italia (bandiera)   | C     | Luca Lavagnoli            |
|    | Italia (bandiera)   | C     | Matteo Malagò             |
|    | Italia (bandiera)   | C     | Nicola Pavan              |
|    | Slovenia (bandiera) | C     | Alen Pavic                |
|    | Italia (bandiera)   | C     | Gaetano Porcino           |
|    | Italia (bandiera)   | C     | Davide Pradolin           |
|    | Italia (bandiera)   | C     | Mario Rebecchi (capitano) |
|    | Italia (bandiera)   | C     | Mattia Sandrini           |
|    | Italia (bandiera)   | C     | Dennis Scapinello         |
|    | Italia (bandiera)   | A     | Danilo Alessandro         |
|    | Italia (bandiera)   | A     | Francesco Bernardelle     |
|    | Italia (bandiera)   | A     | Andrea Magrassi           |
|    | Italia (bandiera)   | A     | Marco Moro                |
|    | Italia (bandiera)   | A     | Luca Strizzolo            |
|    | Italia (bandiera)   | A     | Omar Torri                |

## Calciomercato

### Sessione estiva(dal 1º/7 al 31/8)
| Acquisti | Acquisti          | Acquisti          | Acquisti   |
| R.       | Nome              | da                | Modalità   |
| -------- | ----------------- | ----------------- | ---------- |
| P        | Giulio Cavallari  | Gavorrano         | definitivo |
| P        | Enrico Okroglic   |                   |            |
| P        | Matteo Tomei      | SanDonàJesolo     | definitivo |
| D        | Nicolò Barzan     | -                 | svincolato |
| D        | Riccardo Busatto  | Clodiense         | definitivo |
| D        | Fabio Niero       | Clodiense         | definitivo |
| D        | Massimiliano Mei  | Reggiana          | definitivo |
| D        | Alberto Fongaro   | -                 | svincolato |
| D        | Paolo Tricoli     | Delta Porto Tolle | definitivo |
| C        | Michael Bacher    | Legnano           | definitivo |
| C        | Carlo Caporali    | Padova            | definitivo |
| C        | Luca Lavagnoli    | Pordenone         | definitivo |
| C        | Matteo Malagò     | Clodiense         | definitivo |
| C        | Alen Pavic        | Gorica            | definitivo |
| C        | Gaetano Porcino   | Vigontina         | definitivo |
| C        | Daniele Pradolin  | Clodiense         | definitivo |
| C        | Mario Rebecchi    | Novese            | definitivo |
| C        | Mattia Sandrini   | Viareggio         | definitivo |
| C        | Dennis Scapinello | Varesina          | definitivo |
| A        | Andrea Magrassi   | Sampdoria         | prestito   |
| A        | Luca Strizzolo    | Pisa              | prestito   |

### Sessione invernale(dal 3/1 al 31/1)
| Cessioni | Cessioni         | Cessioni | Cessioni   |
| R.       | Nome             | da       | Modalità   |
| -------- | ---------------- | -------- | ---------- |
| D        | Riccardo Fissore | -        | svincolato |
| C        | Edoardo Catinali | Ischia   | definitivo |
| A        | Omar Torri       | Cuneo    | definitivo |

| Cessioni | Cessioni      | Cessioni | Cessioni   |
| R.       | Nome          | a        | Modalità   |
| -------- | ------------- | -------- | ---------- |
| C        | Paolo Tricoli | Ischia   | definitivo |

## Risultati

### Lega Pro Seconda Divisione

#### Girone d'andata
| Arbitro: | Guarino (Caltanissetta) |

|            |           |                                    |
| Curcio 83’ | Marcatori | 45’, 56’, 62’ M. Moro 60’ Pradolin |

| Arbitro: | Amoroso (Paola) |

|                                                |           |              |
| Pradolin 44’ Alessandro 70’, 84’ Strizzolo 88’ | Marcatori | 26’ Floriano |

| Arbitro: | Formato (Benevento) |

|                                            |           |                       |
| Jeda 37’ Scietti 49’ Bardelloni 75’ (rig.) | Marcatori | 59’ (rig.) Alessandro |

| Arbitro: | Albertini (Ascoli Piceno) |

|                |           |  |
| Alessandro 83’ | Marcatori |  |

| Arbitro: | Casaluci (Lecce) |

|  |           |                         |
|  | Marcatori | 19’ Mora 52’ G. Cavalli |

| Arbitro: | Colarossi (Roma) |

|           |           |                |
| Torri 84’ | Marcatori | 19’ Alessandro |

| Arbitro: | Giua (Pisa) |

|               |           |  |
| Strizzolo 14’ | Marcatori |  |

| Arbitro: | Melidoni (Frattamaggiore) |

|  |           |                                         |
|  | Marcatori | 2’, 66’ (rig.) Alessandro 21’ Strizzolo |

| Arbitro: | Baldicchi (Città di Castello) |

|                                       |           |                                           |
| Malagò 6’ Ravagnoli 53’ Strizzolo 60’ | Marcatori | 23’ Cenetti 90’ Iocolano 90+2’ Maistrello |

| Arbitro: | Boggi (Salerno) |

|            |           |                                     |
| Docente 6’ | Marcatori | 73’ (rig.) Alessandro 80’ Ravagnoli |

| Arbitro: | Pillitteri (Palermo) |

|                    |           |  |
| Alessandro 3’, 76’ | Marcatori |  |

| Arbitro: | Formato (Benevento) |

|                           |           |  |
| Papa 52’ Iv. Graziani 75’ | Marcatori |  |

| Arbitro: | Mangialardi (Pistoia) |

|                                              |           |                          |
| T. Silvestri 3’ Varricchio 36’ Buscaroli 84’ | Marcatori | 34’ Alessandro 73’ Pavic |

| Arbitro: | Bertani (Pisa) |

|                  |           |              |
| Rebecchi 6’, 66’ | Marcatori | 10’ Fioretti |

| Arbitro: | Mastrodonato (Molfetta) |

|  |           |                              |
|  | Marcatori | 27’ Alessandro 71’ Strizzolo |

| Arbitro: | Piccinini (Forlì) |

|  |           |                           |
|  | Marcatori | 54’ Peroni 64’, 69’ Conti |

| Arbitro: | Lacagnina (Caltanissetta) |

|                                 |           |                                               |
| Ameth Fall 27’, 67’ Spinosa 64’ | Marcatori | 7’ Rebecchi 19’, 76’ Alessandro 40’ Lavagnoli |

#### Girone di ritorno
| Arbitro: | Prontera (Bologna) |

|                              |           |                              |
| Alessandro 48’ Strizzolo 78’ | Marcatori | 46’ Battaglia 72’ Gambaretti |

| Mantova 12 gennaio 2014 19ª giornata | Mantova          | 0 – 0 | Real Vicenza | Stadio Danilo Martelli (2.230 spett.)\| Arbitro: \| Rapuano (Rimini) \| |
| Arbitro:                             | Rapuano (Rimini) |       |              |                                                                         |

| Vicenza 19 gennaio 2014 20ª giornata | Real Vicenza      | 0 – 0 | Pergolettese | Stadio Romeo Menti (63 spett.)\| Arbitro: \| Sacchi (Macerata) \| |
| Arbitro:                             | Sacchi (Macerata) |       |              |                                                                   |

| Arbitro: | Serra (Torino) |

|                                     |           |                       |
| Gasbarroni 14’ (rig.) Vita 27’, 75’ | Marcatori | 40’ (aut.) Allegretti |

| Arbitro: | Martinelli (Roma) |

|                 |           |  |
| Cavalli 4’, 71’ | Marcatori |  |

| Arbitro: | Pillitteri (Palermo) |

|              |           |  |
| Sandrini 67’ | Marcatori |  |

| Arbitro: | Baroni (Firenze) |

|                           |           |  |
| Castellani 63’ Gualdi 71’ | Marcatori |  |

| Arbitro: | Melidoni (Frattamaggiore) |

|              |           |  |
| Lavagnoli 4’ | Marcatori |  |

| Arbitro: | Strippoli (Bari) |

|                                  |           |            |
| Pietribiasi 61’ Maistrello 90+2’ | Marcatori | 72’ Malagò |

| Arbitro: | Capraro (Cassino) |

|                                        |           |                  |
| Alessandro 39’ (rig.) M. Moro 78’, 80’ | Marcatori | 27’, 44’ Docente |

| Arbitro: | Dei Giudici (Latina) |

|                 |           |           |
| Guerri 14’, 58’ | Marcatori | 10’ Torri |

| Arbitro: | Rocca (Vibo Valentia) |

|                          |           |                                                   |
| Alessandro 19’ Torri 52’ | Marcatori | 33’, 72’ (rig.) Pasi 37’ Iv. Graziani 84’ Mariani |

| Arbitro: | Colarossi (Roma) |

|              |           |               |
| Rebecchi 17’ | Marcatori | 73’ Cozzolino |

| Arbitro: | Boggi (Salerno) |

|  |           |                       |
|  | Marcatori | 58’ M. Moro 69’ Torri |

| Arbitro: | Catona (Reggio Calabria) |

|                            |           |             |
| Lavagnoli 31’ Pradolin 42’ | Marcatori | 89’ Isoardi |

| Arbitro: | Abisso (Palermo) |

|           |           |  |
| Cosner 5’ | Marcatori |  |

| Arbitro: | Illuzzi (Molfetta) |

|                   |           |                             |
| Caporali 20’, 65’ | Marcatori | 45’ (rig.) Brighi 77’ Nigro |

### Coppa Italia Lega Pro

#### Fase eliminatoria a gironi
| Arbitro: | Martinelli (Roma) |

|            |           |                                                       |
| Frendo 10’ | Marcatori | 57’ Stefani 65’ Strizzolo 70’ Caporali 75’ Alessandro |

| Arbitro: | Fiore (Barletta) |

|                                                         |           |  |
| Pradolin 13’ Malagò 57’ Niero 72’ Alessandro 83’ (rig.) | Marcatori |  |

#### Fase a eliminazione diretta

##### Primo turno
| Arbitro: | Martinelli (Roma 2) |

|                                 |           |  |
| Tiribocchi 11’, 44’ Cinelli 54’ | Marcatori |  |

## Statistiche

### Statistiche di squadra
| Competizione               | Punti | In casa | In casa | In casa | In casa | In casa | In casa | In trasferta | In trasferta | In trasferta | In trasferta | In trasferta | In trasferta | Totale | Totale | Totale | Totale | Totale | Totale | DR |
| Competizione               | Punti | G       | V       | N       | P       | Gf      | Gs      | G            | V            | N            | P            | Gf           | Gs           | G      | V      | N      | P      | Gf     | Gs     | DR |
| -------------------------- | ----- | ------- | ------- | ------- | ------- | ------- | ------- | ------------ | ------------ | ------------ | ------------ | ------------ | ------------ | ------ | ------ | ------ | ------ | ------ | ------ | -- |
| Lega Pro Seconda Divisione | 52    | 17      | 9       | 5       | 3       | 27      | 22      | 17           | 6            | 2            | 9            | 24           | 26           | 34     | 15     | 7      | 12     | 51     | 48     | +3 |
| Coppa Italia Lega Pro      | -     | 1       | 1       | 0       | 0       | 4       | 0       | 2            | 1            | 0            | 1            | 4            | 4            | 3      | 2      | 0      | 1      | 8      | 4      | +4 |
| Totale                     | -     | 18      | 10      | 5       | 3       | 31      | 22      | 19           | 7            | 2            | 10           | 28           | 30           | 37     | 17     | 7      | 13     | 59     | 52     | +7 |

### Andamento in campionato
| Giornata  | 1 | 2 | 3 | 4 | 5 | 6 | 7 | 8 | 9 | 10 | 11 | 12 | 13 | 14 | 15 | 16 | 17 | 18 | 19 | 20 | 21 | 22 | 23 | 24 | 25 | 26 | 27 | 28 | 29 | 30 | 31 | 32 | 33 | 34 |
| --------- | - | - | - | - | - | - | - | - | - | -- | -- | -- | -- | -- | -- | -- | -- | -- | -- | -- | -- | -- | -- | -- | -- | -- | -- | -- | -- | -- | -- | -- | -- | -- |
| Luogo     | T | C | T | C | C | T | C | T | C | T  | C  | T  | T  | C  | T  | C  | T  | C  | T  | C  | T  | T  | C  | T  | C  | T  | C  | T  | C  | C  | T  | C  | T  | C  |
| Risultato | V | V | P | V | P | N | V | V | N | V  | V  | P  | P  | V  | V  | P  | V  | N  | N  | N  | P  | P  | V  | P  | V  | P  | V  | P  | P  | N  | V  | V  | P  | N  |
| Posizione | 1 | 1 | 3 | 1 | 3 | 5 | 1 | 1 | 2 | 1  | 1  | 2  | 4  | 3  | 3  | 3  | 3  | 3  | 3  | 3  | 3  | 4  | 3  | 5  | 5  | 6  | 5  | 8  | 8  | 8  | 7  | 6  | 6  | 7  |

Fonte:  Classifica Lega Pro Seconda Div,Gir A 13/14, su stats.betradar.com, Lega Pro. URL consultato il 1º luglio 2014 (archiviato dall'url originale il 16 gennaio 2014).
Legenda:

Luogo: C = Casa; T = Trasferta. Risultato: V = Vittoria; N = Pareggio; P = Sconfitta.

### Statistiche dei giocatori
| Giocatore     | Lega Pro Seconda Divisione | Lega Pro Seconda Divisione | Lega Pro Seconda Divisione | Lega Pro Seconda Divisione | Coppa Italia Lega Pro | Coppa Italia Lega Pro | Coppa Italia Lega Pro | Coppa Italia Lega Pro | Totale   | Totale | Totale      | Totale     |
| Giocatore     | Presenze                   | Reti                       | Ammonizioni                | Espulsioni                 | Presenze              | Reti                  | Ammonizioni           | Espulsioni            | Presenze | Reti   | Ammonizioni | Espulsioni |
| ------------- | -------------------------- | -------------------------- | -------------------------- | -------------------------- | --------------------- | --------------------- | --------------------- | --------------------- | -------- | ------ | ----------- | ---------- |
| M. Tomei      | 3                          | -2                         | 0                          | 1                          | 0                     | 0                     | 0                     | 0                     | 3        | -2     | 0           | 1          |
| G. Cavallari  | 1                          | -0                         | 1                          | 0                          | 0                     | 0                     | 0                     | 0                     | 1        | 0      | 1           | 0          |
| E. Okroglic   | 1                          | -3                         | 1                          | 0                          | 0                     | 0                     | 0                     | 0                     | 1        | -3     | 1           | 0          |
| N. Barzan     | 4                          | 0                          | 1                          | 0                          | 0                     | 0                     | 0                     | 0                     | 4        | 0      | 1           | 0          |
| G. Porcino    | 4                          | 0                          | 0                          | 0                          | 0                     | 0                     | 0                     | 0                     | 4        | 0      | 0           | 0          |
| C. Caporali   | 4                          | 0                          | 1                          | 0                          | 0                     | 0                     | 0                     | 0                     | 4        | 0      | 1           | 0          |
| F. Niero      | 3                          | 0                          | 0                          | 0                          | 0                     | 0                     | 0                     | 0                     | 3        | 0      | 0           | 0          |
| M. Stefani    | 4                          | 0                          | 0                          | 0                          | 0                     | 0                     | 0                     | 0                     | 4        | 0      | 0           | 0          |
| M. Rebecchi   | 4                          | 0                          | 1                          | 0                          | 0                     | 0                     | 0                     | 0                     | 4        | 0      | 1           | 0          |
| M. Malagò     | 4                          | 0                          | 1                          | 0                          | 0                     | 0                     | 0                     | 0                     | 4        | 0      | 1           | 0          |
| M. Moro       | 2                          | 1                          | 0                          | 0                          | 0                     | 0                     | 0                     | 0                     | 2        | 1      | 0           | 0          |
| D. Alessandro | 4                          | 6                          | 1                          | 0                          | 0                     | 0                     | 0                     | 0                     | 4        | 6      | 1           | 0          |
| D. Pradolin   | 4                          | 2                          | 0                          | 0                          | 0                     | 0                     | 0                     | 0                     | 4        | 2      | 0           | 0          |
| M. Bacher     | 1                          | 0                          | 0                          | 0                          | 0                     | 0                     | 0                     | 0                     | 1        | 0      | 0           | 0          |
| L. Lavagnoli  | 1                          | 0                          | 0                          | 0                          | 0                     | 0                     | 0                     | 0                     | 1        | 0      | 0           | 0          |
| M. Mei        | 3                          | 0                          | 0                          | 0                          | 0                     | 0                     | 0                     | 0                     | 3        | 0      | 0           | 0          |
| A. Pavic      | 2                          | 0                          | 0                          | 0                          | 0                     | 0                     | 0                     | 0                     | 2        | 0      | 0           | 0          |
| L. Strizzolo  | 2                          | 1                          | 0                          | 0                          | 0                     | 0                     | 0                     | 0                     | 2        | 1      | 0           | 0          |
| A. Magrassi   | 10                         | 0                          | 0                          | 0                          | 0                     | 0                     | 0                     | 0                     | 10       | 0      | 0           | 0          |
| M. Sandrini   | 1                          | 0                          | 0                          | 0                          | 0                     | 0                     | 0                     | 0                     | 1        | 0      | 0           | 0          |